# Газетов, Владимир Викторович
Владимир Викторович Газетов (9 ноября 1952 — 21 мая 2015, Москва, Российская Федерация) — советский, российский тренер по парашютному спорту, заслуженный тренер России.

## Биография
Окончил Московский авиационно-технологический институт.
Парашютным спортом начал заниматься с 1978 г. в 3-м Московском аэроклубе ДОСААФ. Военную службу проходил в ВДВ. Выполнил более 6500 прыжков с парашютом различной сложности, в том числе и на испытании новой парашютной техники. Мастер спорта СССР.
С 1983 г. работал в системе ДОСААФ.
C 1995 г. — главный тренер сборной команды России по купольной парашютной акробатике. Его ученики становились победителями и призерами чемпионатов России, мира и Европы. Подготовил восемь заслуженных мастеров спорта России, 15 мастеров спорта международного класса и 35 мастеров спорта, которые завоевали 54 золотых медали на чемпионатах мира и Европы.
Неоднократно являлся исполнительным директором на чемпионатах мира по классике, групповой и купольной акробатике, артистическим видам спорта: Хорватия (2004), Россия, Калуга (2004), Мензелинск (2010), Чебоксары (2013), Босния и Герцеговина, г. Баня-Лука (2013).

## Награды и звания
Был награждён орденами «Знак Почета», «Дружбы» (1998), медалью «За трудовое отличие», медалью воздушного спорта ФАИ (2011), тремя медалями и орденами 3, 2 и 1 степени ДОСААФ России.
Заслуженный тренер России. Заслуженный работник физической культуры Российской Федерации (2002). 